# オレクサンドル・ウシク
オレクサンドル・ウシク（ウクライナ語: Олекса́ндр У́сик、英語: Oleksandr Usyk、1987年1月17日 - ）は、ウクライナのプロボクサー。シンフェロポリ出身。現WBAスーパー・WBC・IBF・WBO世界ヘビー級統一王者。元WBAスーパー・WBC・IBF・WBO世界クルーザー級統一王者。WBSSクルーザー級優勝。世界2階級制覇王者。ヘビー級史上初の4団体統一王者。史上3人目の2階級4団体統一王者。ロンドンオリンピックヘビー級金メダリスト。
試合には出場していないがウクライナ・プレミアリーグ・FCポリシアに所属している。オレクサンドル・ウシュクとも表記される。

## 来歴

### アマチュア時代
2006年、ヨーロッパ選手権にミドル級(75 kg)で出場し、2回戦でバドゥ・ジャックに勝利するも準決勝でマット・コロボフに敗れ銅メダルを獲得した。
2008年、ヨーロッパ選手権にライトヘビー級(81 kg)で出場し、金メダルを獲得した。
2008年、中華人民共和国の北京で開催された北京オリンピックにヘビー級(91 kg)で出場し、準々決勝で敗退した。
2009年、ミラノで行われた世界選手権にヘビー級(91 kg)で出場し、準決勝でエゴー・メコンチェフに敗れ銅メダルを獲得した。
2011年、バクーで行われた世界選手権に出場し、準々決勝でアルツール・ベテルビエフを破り金メダルを獲得した。

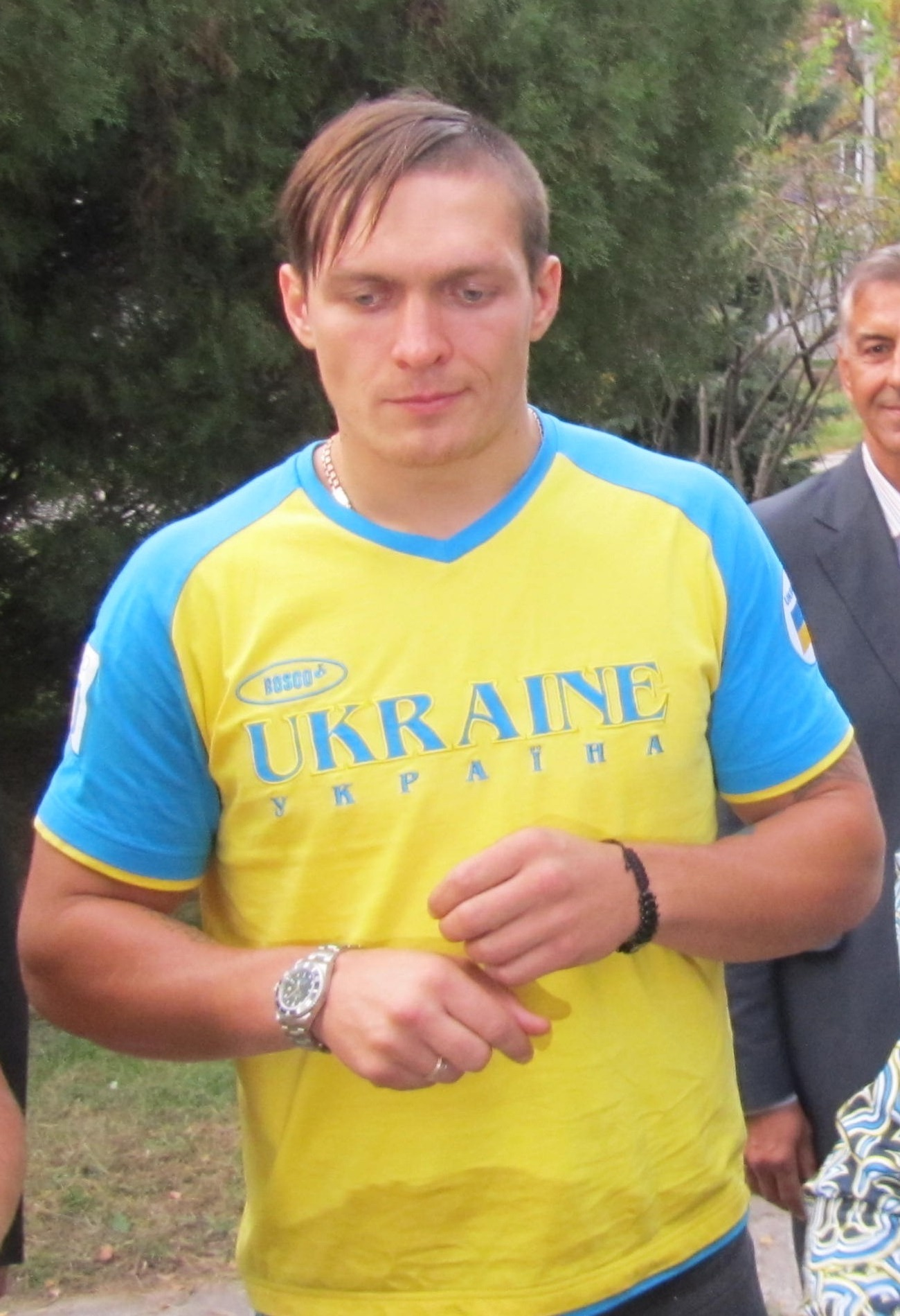
ロンドンオリンピック ウクライナ代表時代（2012年）

2012年、イギリスのロンドンで開催されたロンドンオリンピックにヘビー級(91 kg)で出場。準々決勝でアルツール・ベテルビエフに勝利、準決勝でテルベル・プレフに勝利すると、決勝でクレメンテ・ルッソーを破り金メダルを獲得した。
AIBAのワールド・シリーズ・オブ・ボクシングに参加後、プロに転向した。判明しているアマチュア戦績は93勝16敗。

### プロ時代

#### クルーザー級
プロ転向発表後キエフに移住し、ウラジミール・クリチコとビタリ・クリチコが率いるK2プロモーションズと契約を交わした。
2013年11月9日、キエフのキエフ・スポーツ宮殿でデビュー戦を行い、5回1分36秒TKO勝ちを収めデビュー戦を白星で飾った。
2014年10月4日、アリーナ・リヴィウでWBOインターコンチネンタルクルーザー級暫定王座決定戦でダニエル・ブリューワーと対戦し、7回2分55秒TKO勝ちを収め王座獲得に成功した。
その後正規王座に認定され、2014年12月13日、ダニー・ベンターと対戦し、9回2分29秒TKO勝ちを収めWBOインターコンチネンタル王座の初防衛に成功した。
2015年4月18日、アンドレイ・クンヤデフと対戦し、8回2分24秒TKO勝ちを収めWBOインターコンチネンタル王座の2度目の防衛に成功した。
2015年8月29日、スポーツ・パレスでジョニー・ムラーと対戦し、3回2分59秒TKO勝ちを収めWBOインターコンチネンタル王座の3度目の防衛に成功した。
2015年12月12日、ペドロ・ロドリゲスと対戦し、7回1分57秒TKO勝ちを収め4度目のWBOインターコンチネンタル王座防衛に成功した。
2016年9月16日、ポーランド・グダニスクのエルゴ・アリーナでWBO世界クルーザー級王者のクシシュトフ・グウォヴァツキと対戦し、12回3-0 (117-111×2、119-109) の判定勝ちを収め王座獲得に成功した。
2016年12月17日、カリフォルニア州イングルウッドのザ・フォーラムにてバーナード・ホプキンス対ジョー・スミス・ジュニアの前座でWBO世界クルーザー級12位のサビソ・ムチュヌと対戦し、9回1分53秒KO勝ちを収め、初防衛に成功した。この試合でウシクは7万5000ドル（約840万円）、ムチュヌは10万ドル（約1100万円）のファイトマネーを稼いだ。
2017年4月8日、メリーランド州オクソンヒルのMGMナショナル・ハーバー内ザ・シアターにてワシル・ロマチェンコ対ジェイソン・ソーサの前座でWBO世界クルーザー級9位のマイケル・ハンターと対戦し、12回3-0（117-110×3）の判定勝ちを収め、2度目の防衛に成功した。

##### WBSS出場
2017年9月9日、ドイツ・ベルリンのマックス・シュメリング・ハレで行われたWorld Boxing Super Seriesクルーザー級準々決勝で元WBO世界クルーザー級王者でWBO世界クルーザー級9位のマルコ・フックと対戦し、10回2分18秒TKO勝ちを収め3度目の防衛に成功し準決勝に進出した。
2018年1月27日、ラトビア・リガのアリーナ・リガで行われたWorld Boxing Super Seriesクルーザー級準決勝でWBC世界クルーザー級王者のマイリス・ブリエディスと王座統一戦を行い、12回2-0 (115-113×2、114-114) の判定勝ちを収め4度目のWBO王座防衛、WBC王座獲得に成功し決勝に進出した。
2018年4月17日、トレーニング中にウシクが左肘を負傷したため5月11日にサウジアラビアのジッダで開催が決まっていたWorld Boxing Super Seriesクルーザー級決勝が延期されることが発表された。

##### 4団体王座統一・WBSS優勝
2018年7月21日、ロシア・モスクワのオリンピック・スタジアムに2万4000人の観衆を動員して行われた、World Boxing Super Seriesクルーザー級決勝でWBA・IBF世界クルーザー級統一王者のムラト・ガシエフと4団体王座統一戦を行い、12回3-0（119-109×2、120-108）の判定勝ちを収め、WBC王座の初防衛と5度目のWBO王座防衛、WBA・IBF王座獲得に成功し男子ボクサーとしては4人目の4団体統一王者となった。リング上の表彰セレモニーでモハメド・アリの未亡人ロニー・アリからWorld Boxing Super Seriesクルーザー優勝トロフィーのモハメド・アリ杯を贈呈され、WBCからはダイヤモンド王座を授与された。
2018年8月1日、WBAはウシクを2018年7月度の月間MVPに選出した。またWBOはウシクをスーパー王座に認定した。
2018年9月7日、エディー・ハーンのマッチルーム・スポーツと契約を結んだ。

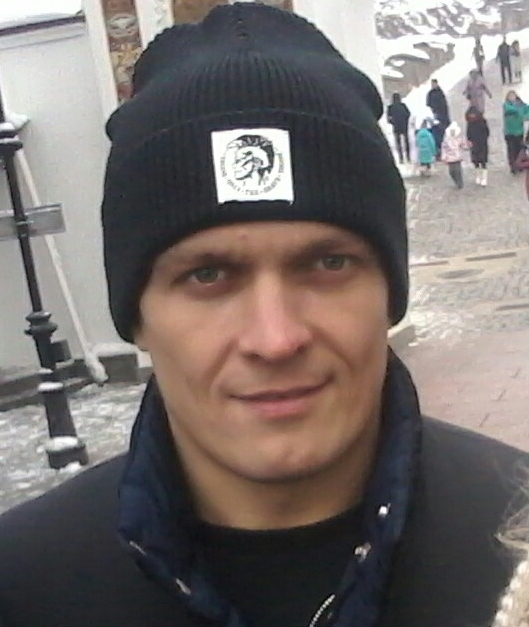
クルーザー級時代（2018年末）

2018年11月10日、マンチェスターのマンチェスター・アリーナで元WBC世界クルーザー級王者のトニー・ベリューと対戦し、8回2分TKO勝ちを収めWBA王座の初防衛、2度目のWBC王座防衛、IBF王座の初防衛、6度目のWBO王座防衛に成功した。
2019年3月27日、WBA世界クルーザー級休養王者デニス・レベデフとの間で行われるはずだった団体内王座統一戦の交渉が決裂し、WBA世界クルーザー級スーパー王座を返上した。

#### ヘビー級
2019年5月25日、メリーランド州オクソンヒルのMGMナショナル・ハーバー内ザ・シアターにてカルロス・タカムとヘビー級転級後の最初の試合を行う予定でいたが、ウシクが6日の練習中、右上腕の筋肉を傷めた為、試合が延期となった。
2019年6月4日、WBCはウシクを休養王者に降格した。
2019年6月23日、WBOは世界タイトルマッチ委員会でヘビー級に転向したウシクをヘビー級の指名挑戦者に選定した。
2019年10月12日、シカゴのウィントラスト・アリーナでWBO世界ヘビー級6位のタイロン・スポーンとヘビー級転級後の最初の試合を行う予定であったが、VADA（ボランティア・アンチ・ドーピング協会）が実施した抜き打ち検査でスボーンから違反薬物が発見された為、対戦相手がチェズ・ウィザスプーンに変更された。試合は7回終了TKO勝ちを収めた。
2020年5月23日、デレック・チゾラと対戦が決まっていたが新型コロナウイルス感染拡大の影響で試合延期になった。
2020年10月31日、ウェンブリー・アリーナでWBOインターコンチネンタルヘビー級王者デレック・チゾラと対戦し、12回3-0の判定勝ちを収め王座獲得に成功した。

##### vs ジョシュア 第1戦
2021年9月25日、ロンドンのトッテナム・ホットスパースタジアムに66,267人の観衆を動員して、WBAスーパー・IBF・WBO・IBO世界ヘビー級王者のアンソニー・ジョシュアと対戦し、12回3-0（117-112、115-113、116-112）の判定勝ちを収め2階級制覇を達成した。
2021年10月10日、ジョシュアがウシク戦の再戦条項を行使した。
2022年3月3日、ロシアのウクライナ侵攻に関してのインタビューで「いつリングに戻れるか本当にわからない。私にとって祖国と名誉はチャンピオンベルトよりも重要だ」と答え、4月頃に開催されるはずだったアンソニー・ジョシュアとの再戦を保留して、ウクライナ軍のキエフ領土防衛入隊した。
その後、2022年3月23日、ウクライナのスポーツ大臣の許可を得てポーランドに入り、アンソニー・ジョシュアとの再戦に向けたトレーニングキャンプを開始すると発表した。

##### vs ジョシュア 第2戦
2022年8月20日、サウジアラビアのキング・アブドゥッラー・スポーツシティ敷地内にある1万人収容のキング・アブドゥッラー・スポーツシティ・アリーナで、アンソニー・ジョシュアとダイレクトリマッチで再戦し、12回3-0（115-113、116-112、113-115）の判定勝ちを収め、WBAスーパー・IBF・WBO・IBO王座の初防衛に成功し、リングマガジン世界ヘビー級王座も獲得した。試合直後にジョシュアはウシクの2本のベルトを両手に掲げるとそのままリング外に投げ捨てる暴挙に出て、さらに勝者のウシクを差し置いて先にマイクを握ると、自身の生い立ちから、ウシクの戦い方がヘビー級らしくないと言わんばかりの持論を展開するマイクパフォーマンスを開始した。このジョシュアの不遜で身勝手な行動は批判を浴び、ウシクも「幼い男の子のようだった。なんて愚か者なんだと思った」と語った。
WBC世界ヘビー級王者タイソン・フューリーとの4団体王座統一戦が、フューリーが70%、ウシクが30%という、大きく偏った試合報酬の割合にウシクが合意し、2023年4月29日に行うことで内定したと報じられた。しかしその後、ウシクが再戦条項を盛り込むよう希望したが、フューリーはデオンテイ・ワイルダーとの第3戦目の際に再戦条項で大きく揉めた経験があったことで再戦条項に否定的で、さらにウシクは自分が勝利した場合の再戦でウシクが70%、フューリーが30%という試合報酬の割合を要求したが、フューリーは50％までの割合しか認めなかったことで、再戦の条件でお互いの溝が埋まらず最終段階で交渉が決裂した。
2023年6月3日、サウジアラビアの新興ボクシングプロモーション会社スキル・チャレンジ・プロモーションズと契約したことを発表した。
2023年7月20日、ウクライナ・プレミアリーグに来季から昇格するサッカーチームのFCポリシアと、2023-24シーズンの1年間プレーする契約を結んだ。ウシクはボクシング転向前の10代のころ、ウクライナの別のクラブでサッカーをしていた経験がある。
2023年5月25日、スーパー王者オレクサンドル・ウシクとレギュラー王者ダニエル・デュボアのWBA世界ヘビー級団体内王座統一戦の興行権の入札が行われ、デュボアを擁するクィーンズ・ベリー・プロモーションズが5,620,050ドルで入札したのに対し、ウシクを擁するK2プロモーションズが8,057,000ドルで落札し、これによりウシクは落札額の75％にあたる6,042,750ドル（約8億9千万円）、デュボアは25％にあたる2,014,250ドル（約2億9千万円）のファイトマネーを受け取ることになった。
2023年8月26日、ポーランドのタルチェンスキ・アリーナでWBA世界ヘビー級レギュラー王者のダニエル・デュボアと団体内王座統一戦で対戦し、9回1分48秒KO勝ちを収め、WBAスーパー・IBF・WBO・IBO王座の2度目の防衛に成功した。しかし、5回にデュボアがウシクのトランクスのベルトラインに放ったローブローがボディブローだったとする声が挙がり、試合後にデュボアのプロモーターであるフランク・ウォーレンがレフェリーの判断ミスでありローブローではなかったとして、WBAに対して試合結果をノーコンテストに変更し、即時の再戦を命じるよう提訴した。
2023年10月12日、WBAはデュボア陣営の試合結果のノーコンテストへの変更及び即時の再戦を求めていた提訴を却下した。

##### vs フューリー 第1戦・ヘビー級4団体統一
2024年5月18日、サウジアラビア・リヤドのキングダム・アリーナでWBC世界ヘビー級王者タイソン・フューリーと4団体王座統一戦を行い、12回2-1（115-112、113-114、114-113）の判定勝ちを収め、ヘビー級史上初となる主要4団体王座統一に成功するとともに、この試合のために特別に用意されたアンディスピューテッド王座も獲得し、テレンス・クロフォードと井上尚弥に次いで史上3人目、女子を含めると史上5人目となる2階級での主要4団体王座統一に成功した。
2024年5月29日、フューリーとの試合契約には再戦条項が盛り込まれていたが、イベントの主催者であるサウジアラビア娯楽庁のトゥルキ・アラルシク長官がSNSでフューリーとの再戦が12月21日にサウジアラビアのリヤドで行われることを発表した。当初はサウジアラビアで毎年開催される一大エンターテイメントフィスティバルの「リヤド・シーズン」の開会式が行われる10月12日に開会式の一部として再戦を行う計画だったが、両者が試合で負ったダメージを回復するために12月21日に延期されることになった。
2024年6月1日に行われたダニエル・デュボアvsフィリップ・フルゴビッチを前に、ウシクはIBF世界ヘビー級王座の剥奪を回避するためにIBFに例外の申請を行った。
2024年6月25日、IBF世界ヘビー級王座を返上した。IBFはフューリー第1戦の試合前に試合の勝者が次の試合で指名挑戦者と対戦しなければ王座を剥奪すると指令していた。また、ウシクの王座返上に伴いIBFはIBF世界同級暫定王者でウシクに挑戦した経験を持つダニエル・デュボアを同日付で正規王者として認定した。
2024年12月21日、サウジアラビア・リヤドのキングダム・アリーナでタイソン・フューリーとダイレクトリマッチで再戦し、12回3-0（116-112×3）の判定勝ちを収め、4度目のWBAスーパー・WBO王座防衛、WBC王座の初防衛に成功した。
2025年7月19日、ロンドンのウェンブリー・スタジアムでIBF世界ヘビー級王者のダニエル・デュボアと世界ヘビー級4団体王座統一戦で再戦し、5回1分52秒KO勝ちを収め、5度目のWBAスーパー・WBO王座防衛、WBC王座の2度目の防衛及び再びIBF王座を獲得し、ヘビー級4団体統一王者に返り咲いた。

## 人物・エピソード
- 史上最高のボクサーとしてモハメド・アリを挙げている[62]。アリとウシクは誕生日（1月17日）、身長（191 cm）、リーチ（198 cm）が同じであり、ともにオリンピックの金メダリストでヘビー級統一王座を獲得したボクサーであることなど、両者には共通点が多い[63][64]。
- 2024年9月17日、ポーランド南部クラクフの空港で当局に拘束されたが、間もなく解放された。容疑は不明[65]。

## 戦績
- アマチュアボクシング：335勝15敗
- プロボクシング：24戦 24勝 (15KO) 無敗

| 戦           | 日付           | 勝敗 | 時間     | 内容    | 対戦相手                     | 国籍             | 備考 |
| ------------ | -------------- | ---- | -------- | ------- | ---------------------------- | ---------------- | --- |
| 1            | 2013年11月9日  | ☆    | 5R 1:36  | TKO     | フェリペ・ロメロ             | メキシコ         | プロデビュー戦 |
| 2            | 2013年12月14日 | ☆    | 4R 2:10  | TKO     | エピファニオ・メンドーサ     | コロンビア       | |
| 3            | 2014年4月26日  | ☆    | 3R 1:43  | KO      | ベン・ナサロアフ             | ドイツ           | |
| 4            | 2014年5月31日  | ☆    | 4R 2:59  | KO      | セサール・デビット・クランツ | アルゼンチン     | |
| 5            | 2014年10月4日  | ☆    | 7R 2:55  | TKO     | ダニエル・ブリューワー       | 南アフリカ共和国 | WBOインターコンチネンタルクルーザー級暫定王座決定戦→正規王座に認定                                                |
| 6            | 2014年12月13日 | ☆    | 9R 2:29  | TKO     | ダニー・ベンター             | 南アフリカ共和国 | WBOインターコンチネンタル防衛1                                                                                    |
| 7            | 2015年4月18日  | ☆    | 8R 2:24  | KO      | アンドレイ・クンヤデフ       | ロシア           | WBOインターコンチネンタル防衛2                                                                                    |
| 8            | 2015年8月29日  | ☆    | 3R 2:59  | TKO     | ジョニー・ムラー             | 南アフリカ共和国 | WBOインターコンチネンタル防衛3                                                                                    |
| 9            | 2015年12月12日 | ☆    | 7R 1:57  | TKO     | ペドロ・ロドリゲス           | キューバ         | WBOインターコンチネンタル防衛4                                                                                    |
| 10           | 2016年9月16日  | ☆    | 12R      | 判定3-0 | クシシュトフ・グウォヴァツキ | ポーランド       | WBO世界クルーザー級タイトルマッチ                                                                                 |
| 11           | 2016年12月17日 | ☆    | 9R 1:53  | KO      | サビソ・ムチュヌ             | 南アフリカ共和国 | WBO防衛1 |
| 12           | 2017年4月8日   | ☆    | 12R      | 判定3-0 | マイケル・ハンター           | アメリカ合衆国   | WBO防衛2 |
| 13           | 2017年9月9日   | ☆    | 10R 2:18 | TKO     | マルコ・フック               | ドイツ           | WBO防衛3 |
| 14           | 2018年1月27日  | ☆    | 12R      | 判定2-0 | マイリス・ブリエディス       | ラトビア         | WBC・WBO世界クルーザー級王座統一戦 WBC獲得・WBO防衛4                                                              |
| 15           | 2018年7月21日  | ☆    | 12R      | 判定3-0 | ムラト・ガシエフ             | ロシア           | WBA・WBC・IBF・WBO世界クルーザー級王座統一戦 WBC防衛1・WBO防衛5 WBA・IBF・リングマガジン・WBCダイヤモンド王座獲得 |
| 16           | 2018年11月10日 | ☆    | 8R 2:00  | TKO     | トニー・ベリュー             | イギリス         | WBA防衛1・WBC防衛2・IBF防衛1・WBO防衛6                                                                            |
| 17           | 2019年10月12日 | ☆    | 7R 終了  | TKO     | チェズ・ウィザスプーン       | アメリカ合衆国   | |
| 18           | 2020年10月31日 | ☆    | 12R      | 判定3-0 | デレック・チゾラ             | イギリス         | WBOインターコンチネンタルヘビー級タイトルマッチ                                                                   |
| 19           | 2021年9月25日  | ☆    | 12R      | 判定3-0 | アンソニー・ジョシュア       | イギリス         | WBA・IBF・WBO世界ヘビー級タイトルマッチ WBA・IBF・WBO・IBO獲得                                                    |
| 20           | 2022年8月20日  | ☆    | 12R      | 判定2-1 | アンソニー・ジョシュア       | イギリス         | WBA防衛1・IBF防衛1・WBO防衛1・リングマガジン王座獲得                                                              |
| 21           | 2023年8月26日  | ☆    | 9R 1:48  | KO      | ダニエル・デュボア           | イギリス         | WBA・IBF・WBO世界ヘビー級王座統一戦 WBA防衛2・IBF防衛2・WBO防衛2                                                  |
| 22           | 2024年5月18日  | ☆    | 12R      | 判定2-1 | タイソン・フューリー         | イギリス         | WBA・WBC・IBF・WBO世界ヘビー級王座統一戦 WBA防衛3・WBC獲得・IBF防衛3・WBO防衛3                                    |
| 23           | 2024年12月21日 | ☆    | 12R      | 判定3-0 | タイソン・フューリー         | イギリス         | WBA防衛4・WBC防衛1・WBO防衛4                                                                                      |
| 24           | 2025年7月19日  | ☆    | 5R 1:52  | KO      | ダニエル・デュボア           | イギリス         | WBA・WBC・IBF・WBO世界ヘビー級王座統一戦 WBA防衛5・WBC防衛2・IBF獲得・WBO防衛5                                    |
| テンプレート |                |      |          |         |                              |                  | |

## 獲得タイトル
アマチュア
- ロンドンオリンピックヘビー級金メダル

プロ
- WBOインターコンチネンタルクルーザー級暫定王座
- WBOインターコンチネンタルクルーザー級王座
- WBO世界クルーザー級王座（防衛6=返上）
- WBC世界クルーザー級王座（防衛2=返上）
- WBA世界クルーザー級スーパー王座（防衛1=返上）
- IBF世界クルーザー級王座（防衛1=返上）
- リングマガジン世界クルーザー級王座
- WBC世界クルーザー級ダイヤモンド王座（World Boxing Super Series優勝）
- WBOインターコンチネンタルヘビー級王座
- WBA世界ヘビー級スーパー王座（防衛5）
- WBC世界ヘビー級王座（防衛2）
- IBF世界ヘビー級王座（1期目: 防衛3=返上、2期目: 防衛0）
- WBO世界ヘビー級王座（防衛5）
- IBO世界ヘビー級王座
- リングマガジン世界ヘビー級王座

## ペイ・パー・ビュー売上げ
| 日付          | イベント                                            | 売上げ | テレビ局   |
| ------------- | --------------------------------------------------- | ------ | ---------- |
| 2021年9月25日 | アンソニー・ジョシュア vs. オレクサンドル・ウシク 1 | 70万件 | Sky Sports |

## 出演作品

### 映画
| 公開年 | 題名                   | 役名                     | 備考   | 吹き替え |
| ------ | ---------------------- | ------------------------ | ------ | -------- |
| 2024   | ザ・スマッシュ・マシン | イゴール・ボブチャンチン | [ 68 ] | N/A      |